# Adélia Issa
Adélia Issa (São Paulo, ) é uma cantora lírica brasileira. Possui Mestrado em Performance Musical pela Universidade de São Paulo.

## Biografia
A soprano frequentou a Manhattan School of Music, em Nova York, e fez um curso de aperfeiçoamento com Nico Castel, na Metropolitan Opera. Em música de câmara, trabalhou sob a orientação do renomado pianista Dalton Baldwin.
Tem se apresentado por todo o Brasil, Estados Unidos e Europa, em recitais, concertos sinfônicos e em óperas, sob a regência de Isaac Karabtchevsky, Eugene Kohn, John Neschling, Aylton Escobar, Roberto Minczuk, e vários outros maestros de igual renome. Dentre suas atuações mais importantes em ópera destacam-se Un Ballo in Maschera de Verdi, ao lado do tenor Carlo Bergonzi, e Carmen de Bizet, com Plácido Domingo.
Foi solista em primeiras audições mundiais de obras de vários compositores brasileiros, entre eles Camargo Guarnieri, Francisco Mignone, Jocy de Oliveira, e no Réquiem de Cláudio Santoro, com regência do compositor. A soprano é conhecida internacionalmente por suas interpretações de obras de Villa-Lobos (Bachianas Brasileiras nº 5) e Mozart, como a personagem Donna Anna, da ópera Don Giovanni. 
Participou do espetáculo Carnaval dos Animais, dirigido por Ivaldo Bertazzo, com participação de Marília Pêra.
Adélia Issa gravou em LP as Modinhas Imperiais  (recolhidas por Mário de Andrade) para o selo Eldorado, e participou da gravação dos CDs Remeiros do São Francisco, com obras de Ernst Widmer, e Missa, interpretando obras sacras brasileiras dos séculos XVIII e XIX, com regência de Naomi Munakata. Tem participado da gravação de trilhas sonoras para filmes - como Memórias Póstumas de André Klotzel, exibido no Festival de Berlim de 2001 - e para peças de teatro, compostas por Arrigo Barnabé.
Em 2006, participou do Natal HSBC em Curitiba, onde cantou com as crianças das obras assistenciais do banco. Em Porto Alegre, cantou Pierrot lunaire de Arnold Schoenberg. Em 2006 e 2007 apresentou-se em espetáculos com Tetê Espíndola. Em 2007, no Sesc Pinheiros, interpreta novamente Pierrot Lunaire, de Schoenberg, no espetáculo LuarTrovado com direção musical de Lívio Tragtenberg e direção cênica de Gerald Thomas.
Em 2017 gravou o CD Puertas com Edelton Gloeden, pelo Selo Sesc. Entre os compositores interpretados estão Castelnuovo-Tedesco, Stephen Goss, e Jorge Antunes com poemas de Hilda Hilst, Federico Garcia Lorca e William Shakespeare.  
Em 2019 lançou o CD Vozes Mulheres com a pianista Rosana Civile. As compositoras são Dinorá de Carvalho, Helza Camêu, Eunice Katunda, Esther Scliar e Kilza Setti. As obras são baseadas nos poemas de Cassiano Ricardo, Federico Garcia Lorca, Florbela Espanca, Helena Kolody, Hilda Hilst, Laci Osório, Mário de Andrade, Paulo Bonfim, Raimundo Correa e Suzanna de Campos. 
Em 2025, lançou nas plataformas e em CD o álbum  Poemas da Negra e de Macunaíma   com textos de Mário de Andrade musicados por Camargo Guarnieri. Adélia Issa no canto e Araceli Chacon ao piano.

### Pessoal
É casada com o violonista Edelton Gloeden , com quem apresenta-se regularmente por todo o Brasil e exterior.

## Carreira

### Álbuns
- 2025 - Álbum  Poemas da Negra e de Macunaíma [8]
- 2019 - CD Vozes Mulheres - Adélia Issa, canto, Rosana Civile, piano [9]
- 2017 - CD "Puertas", com o violonista Edelton Gloeden, interpretando canções de compositores dos séculos XX e XXI - Selo Sesc SP[10]

- CD "Sons das Américas", com o Núcleo Hespérides - Música das Américas, interpretando a Suite para Voz e Violino de Heitor Villa-Lobos - Selo Sesc SP [11]
- CDs Remeiros do São Francisco, com obras de Ernst Widmer, e Missa, interpretando obras do barroco mineiro (projeto Acervo da Música Brasileira - Petrobras)
- LP Modinhas Imperiais (recolhidas por Mário de Andrade) - Selo Eldorado

## Prêmios
- Ganhadora do Prêmio Carlos Gomes em 1999, como Destaque Vocal Feminino.[12]